# Oberaula
Oberaula est une municipalité allemande située dans l'arrondissement de Schwalm-Eder et dans le land de la Hesse. Elle se trouve à 20 km à l'est de Bad Hersfeld, 25 km à l'ouest de Schwalmstadt et 27 km au nord de Homberg (Efze).

## Personnalités
- Alexander von Dörnberg (1901-1983), juriste, diplomate et officier de la Schutzstaffel (SS) allemand, directeur du département du protocole de l'Office des Affaires étrangères de 1938 à 1945, mort à Oberaula.